# Jere Burns
Jerald Eugene „Jere“ Burns II (* 15. Oktober 1954 in Cambridge, Massachusetts) ist ein US-amerikanischer Schauspieler.

## Leben
Burns begann seine Schauspielkarriere 1984 mit einer Gastrolle in der Fernsehreihe Junge Schicksale sowie zwei Auftritten als James Fitzsimmons in Polizeirevier Hill Street. In den darauf folgenden Jahren trat er in einer Reihe weiterer erfolgreicher Serienformate auf, darunter in einer wiederkehrenden Rolle als Breughel in Max Headroom. Auftritte auf der großen Leinwand hatte er unter anderem in My Giant – Zwei auf großem Fuß (1998) und Crocodile Dundee in Los Angeles (2001). Mitte der 2000er Jahre trat er auch am Broadway auf.
Eine gewisse Bekanntheit beim US-Fernsehpublikum erwarb er sich ab 2010 durch seine Darstellung des Anson Fullerton, der Nemesis des Hauptdarstellers in der Serie Burn Notice sowie des Wynn Duffy, einem zwielichtigen Geschäftsmann in der Serie Justified.

## Filmografie (Auswahl)

### Fernsehen
- 1984: Polizeirevier Hill Street (Hill Street Blues, 2 Folgen)
- 1985: Street Hawk (Folge 1x06)
- 1985: Trio mit vier Fäusten (Riptide, Folge 2x19)
- 1986: Remington Steele (Folge 4x10)
- 1987–1988: Max Headroom (4 Folgen)
- 1988–1992: Mein lieber John (Dear John)
- 1988: Jake und McCabe – Durch dick und dünn (Jake and the Fatman, Folge 1x21)
- 1998: Fantasy Island (Folge 1x03)
- 2002: Sabrina – Total Verhext! (Sabrina, the Teenage Witch, Folge 6x15)
- 2006: King of Queens (Folge 8x21)
- 2006: Will & Grace (Folge 8x23)
- 2006, 2008: Boston Legal (2 Folgen)
- 2008: Psych (Folge 3x05)
- 2010–2011: Breaking Bad (4 Folgen)
- 2010–2015: Justified (46 Folgen)
- 2011–2012: Burn Notice (9 Folgen)
- 2013: Grey’s Anatomy (Folge 10x06)
- 2013: Bates Motel (4 Folgen)
- 2014: Hawaii Five-0 (Folge 3x04)
- 2016–2018: Angie Tribeca
- 2019: Lucifer (Folge 4x07)
- 2020: Dead to Me (3 Folgen)
- 2022–2023: Navy CIS: L.A. (3 Folgen)
- 2024: Death and Other Details (8 Folgen)

### Film
- 1986: Gangster Kid
- 1994: Greedy
- 1998: My Giant – Zwei auf großem Fuß (My Giant)
- 2001: Crocodile Dundee in Los Angeles (Crocodile Dundee in Los Angeles)
- 2011: Prom – Die Nacht deines Lebens (Prom)
- 2020: The Catch

## Broadway
- 2005: After the Night and the Music
- 2007: Hairspray